# Katrin Saks

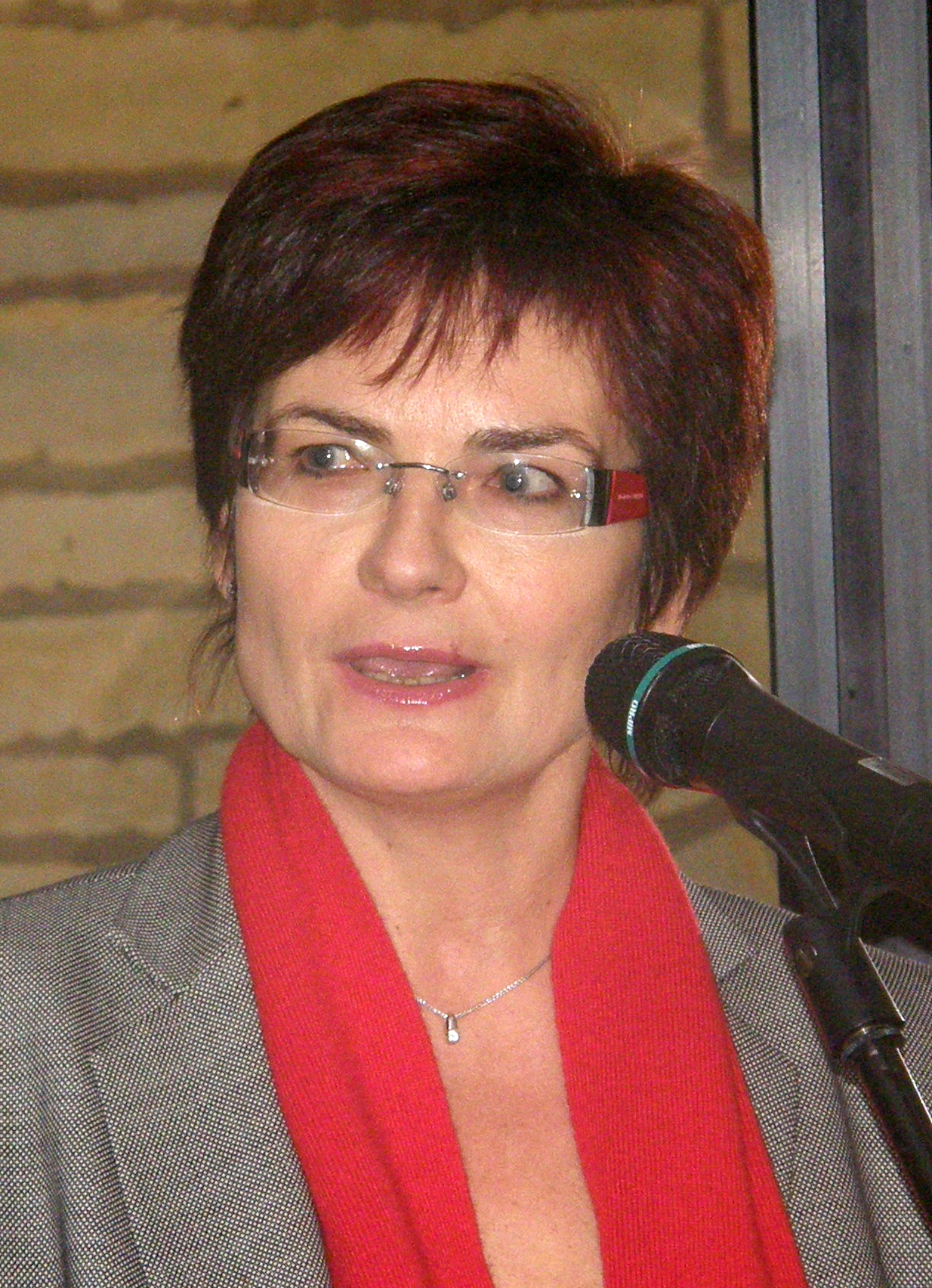
Katrin Saks (2007)

Katrin Saks (n. 29 noiembrie 1956) este un om politic eston, membru al Parlamentului European în perioada 2004-2009 din partea Estoniei.
1. 1 2  Deputații în Parlamentul European
2. ↑   https://www.riigikogu.ee/tutvustus-ja-ajalugu/riigikogu-ajalugu/xii-riigikogu-koosseis/juhatus-ja-liikmed/ Lipsește sau este vid: |title= (ajutor)
3. ↑   https://www.riigikogu.ee/tutvustus-ja-ajalugu/riigikogu-ajalugu/xi-riigikogu-koosseis/juhatus-ja-liikmed/ Lipsește sau este vid: |title= (ajutor)
4. ↑   http://www.assembly.coe.int/nw/xml/AssemblyList/MP-Details-EN.asp?MemberID=5186 Lipsește sau este vid: |title= (ajutor)